# Frida Aili
Frida Johanna Aili, född 22 april 1988 i Luleå domkyrkoförsamling, är en tidigare svensk basketspelare i svenska landslaget och Udominate Basket. 

## Biografi
Aili är född i Luleå och växte upp med basket, hela familjen spelade. Hon sysslade också med dans i många år innan det blev enbart basket. Hon har spelat sedan hon fyllde sju år. Aili bor i Stockholm och arbetar som PTP-psykolog.

## Karriär
Aili har tidigare spelat fem säsonger i Luleå Basket och en säsong i Norrköping Dolphins. Säsongen 2013-2014 spelade Aili i Lukoil Nefotchimik i Bulgarien som blev bulgariska mästare det året. Hon har även spelat i klubben Pallacanestro Pozzuoli i Italien säsongen 2008-2009 och BKO Zabiny Brno i Tjeckien 2014-2015. Kontraktet med klubben i Brno bröts när de inte kunde betala lön till Aili och hon skrev då på med Udominate Basket i januari 2015.
Efter att ha vunnit sitt sjätte SM-silver säsongen 2015-2016 valde Aili att avsluta basketkarriären på grund av en långvarig fotskada.

### Klubbar
- BK Vråken (–2006)
- Northland/Luleå basket (2006–08)
- Pallacanestro Pozzuoli (2008–09)
- Lukoil Nefotchimik (2009–10)
- Northland/Luleå basket (2010–2013)
- Norrköping Dolphins (2013–2014)
- BKO Zabiny Brno (2014-2015)
- A3 Basket/Udominate (2015-2016)[11]

### Meriter
- 2006 U18 EM-brons
- 2006 SM-silver
- 2007 U19 VM-silver
- 2007 SM-silver
- 2010 Bulgarisk mästare
- 2012 SM-silver
- 2013 Årets försvarare SBL[12]
- 2014 SM-silver
- 2015 SM-silver
- 2016 SM-silver